# Rubén Adán González
Rubén Adán González Acosta (17 luglio 1939) è un ex calciatore uruguaiano, di ruolo attaccante.

## Carriera

### Club
Nel 1967 con gli uruguaiani del Cerro partecipa nelle vesti del New York Skyliners all'unica edizione del campionato nordamericano dell'United Soccer Association, lega che poteva fregiarsi del titolo di campionato di Prima Divisione su riconoscimento della FIFA, nel 1967: quell'edizione della Lega fu disputata utilizzando squadre europee e sudamericane in rappresentanza di quelle della USA, che non avevano avuto tempo di riorganizzarsi dopo la scissione che aveva dato vita al campionato concorrente della National Professional Soccer League. Con i Skyliners non superò le qualificazioni per i play-off, chiudendo la stagione al quinto posto della Eastern Division.

### Nazionale
Nel 1959 partecipò alla vittoriosa spedizione con la nazionale maggiore al Campeonato Sudamericano de Football svoltosi in Ecuador.
Con la Nazionale uruguaiana ha preso parte ai Mondiali 1962.

## Palmarès

### Nazionale
- Coppa America: 1

Ecuador 1959